# Nová Ves nad Váhom
Nová Ves nad Váhom es un municipio del distrito de Nové Mesto nad Váhom en la región de Trenčín, Eslovaquia, con una población estimada a final del año 2024 de 564 habitantes.
Se encuentra ubicado al oeste de la región, cerca del río Váh (cuenca hidrográfica del Danubio) y de la frontera con la región de Trnava y la República Checa.

## Demografía
| Año        | 1994 | 2004    | 2014    | 2024    |
| ---------- | ---- | ------- | ------- | ------- |
| Población  | 534  | 517     | 542     | 564     |
| Diferencia |      | −3,18 % | +4,83 % | +4,05 % |

| Año        | 2023 | 2024    |
| ---------- | ---- | ------- |
| Población  | 560  | 564     |
| Diferencia |      | +0,71 % |